# Kollár Ferenc
Kollár Ferenc (Kishegyes, 1949. július 29. –) vajdasági származású magyar újságíró, költő, író, szerkesztő, tudományos kutató. A Magyar Kultúra Emlékívek Kiadó főszerkesztője. A Nemzetközi Szent György Lovagrend tagja. A Magyar Katolikus Újságírók Szövetségének tagja.

## Származása
Apja Kollár Ferenc anyja Ábrahám Irén. A kishegyesi Kollár család története a falu újratelepítésével kezdődött. Kollár Ferenc szépapja Kollár Simon (1767–1827), ükapja Kollár István (1814–1867), dédapja Kollár Illés (1852–1884), nagyapja Kollár Imre (1876–1953), apja Kollár Ferenc (1901–1963) – mindnyájan tősgyökeres hegyesiek voltak. Anyai nagyapja a fiatalon elhunyt, de igen termékeny, bajai származású festőművész, Ábrahám Mátyás (1895-1926). Nős, felesége, Erzsébet. Fia, Ferenc. Kollár Ferenc önéletrajza megtalálható az Országos Széchényi Könyvtár Magyar Elektronikus Könyvtárában.

## Munkássága

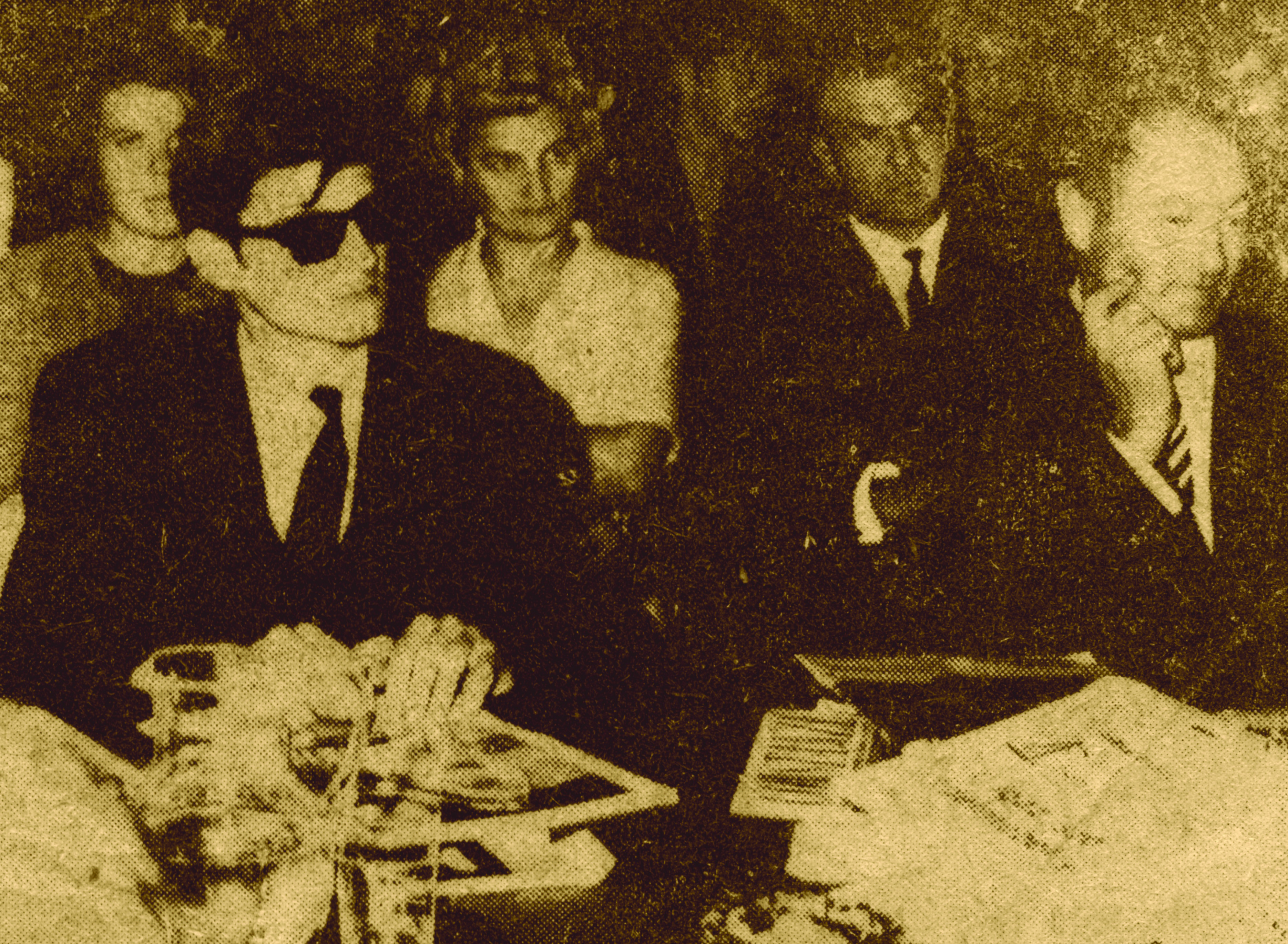
Az Életjel művészbaráti körének megalapítása

### Az Életjel
Szabadkán 1967-1971 között szellemi vezetője volt az Életjel című irodalmi élőújság köré csoportosult fiatal irodalmároknak, képzőművészeknek, zenészeknek. Az Életjel Ifjú-Műhelyének szerkesztője- és műsorvezetőjeként – Pataki Zoltánt, Beer Miksát, Gubics Ferencet, Francz Mihályt, Gulyás Józsefet, Molcer Mátyást, Pribilla Valériát, Murényi Mátyást, Basch Editet, Kotroba Jucit, Horváth Mihályt, Bajza Viktóriát, Dóró Lázárt, Nagy Tibort, Fekete Vilmost, Póka Évát – léptette fel.
Dévavári (Dattler) Zoltán, az Életjel szerkesztője 1967-ben meglátta benne a tehetséges fiatal szervezőt, mert körülötte nagy létszámú irodalomkedvelő fiatal csoportosult. A városháza félemeletén lévő kantinhelyiséget biztosította számukra, hogy esténként klubot hozzanak létre a fiatal tollforgatókkal és irodalomrajongókkal. Naponta itt találkoztak, majd kibontakozott az első szabadkai magyar irodalmi műhely, a „Kör”.
Kollár Ferenc volt az aki az Életjel keretében 1968 március 19 – május 21. között megrendezi az első szabadkai munkásfiatal írók-költők versenyét (Fiatal költők között – 7NAP, 1969.május 23.). Az itt bemutatkozó 14 fiatal tollforgató írásait később a Jelen ifjúsági folyóiratban, valamint a Szabadkai Rádió Ifjúsági-Kulturális Figyelőjében jelenteti meg.

1968. október 11-én, a szabadkai városháza Zöld termében került sor az Életjel Művészbaráti Kör alapító közgyűlésére, Lévay Endre, Dévavári Zoltán, Kollár Ferenc és még húsz irodalombarát – alapító részvételével.

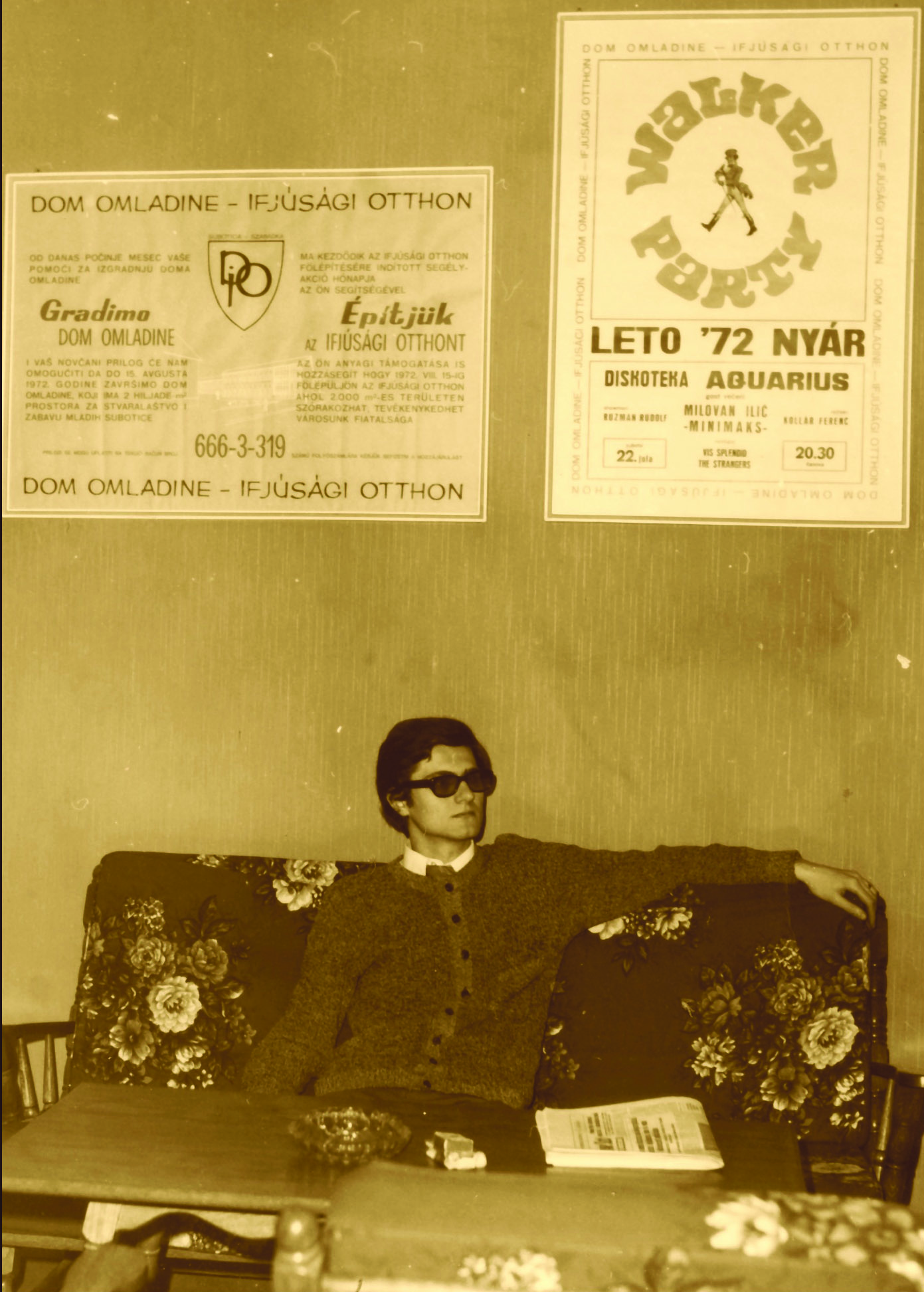
A műsorrendező – 1973

### A 7 Nap

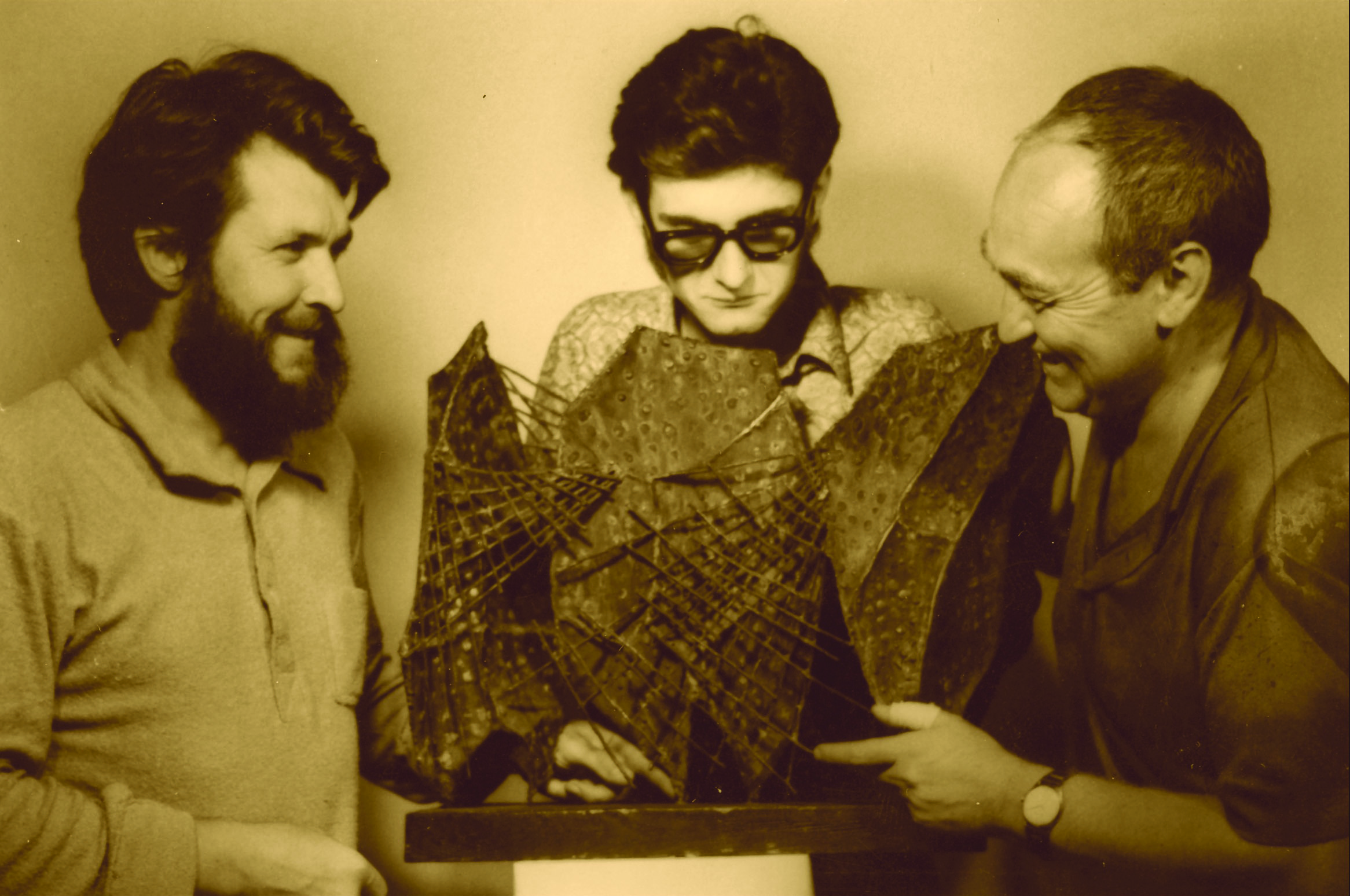
A Honi Galéria csapata – Torok Sándor, Kollár Ferenc és Duránci Béla – 1971

1968-1972 között a 7 Nap külső munkatársa-újságírója volt. Az 1969-ben megjelent, a fiatalok öngyilkosságának okait boncolgató szociológiai tanulmánysorozata nagy visszhangot keltett. 1972-ben megjelent Balázs G. Árpád művészete című képzőművészeti cikke nyomán hívja meg Duránci Béla, a Honi Galéria igazgatója munkatársnak.

### A Szabadkai Rádió
1969-ben Nagy József a Szabadkai Rádió magyar műsorainak főszerkesztője felkéri, hogy szerkessze a Szabadkai Rádió Ifjúsági-Kulturális Figyelőjét. Az 1969. május 25 – 1969. december 14. közötti időszakban, minden vasárnap délután 14 órától jelentkező egyórás műsorában fiatal művészeket: Kasza Évát, Muszin Imrét, Masa Irént, Árok Ferencet, Kollár Ilonát, Vajda Ernőt, Pásthy M. Gyulát, Dudás Judithot, Vujkov Józsefet, Tóth Annát, Bóka Zsuzsát, Kocsmár Jánost, Szveller Irént, Damjánovits Erzsébetet, Tallós Zsuzsannát, Bada Irént, Csákány Erzsébetet, Krekovics Ferencet, Szilasi Verát, Szép Arankát mutatta be. Ők mindannyian nagyban hozzájárultak a vajdasági magyar nyelvű kultúra fennmaradásához. A műsor bevezető zenei szignálja Csajkovszkij B-moll zongoraversenyének dallama volt, a műsort félvételezője Pataki Zoltán volt.

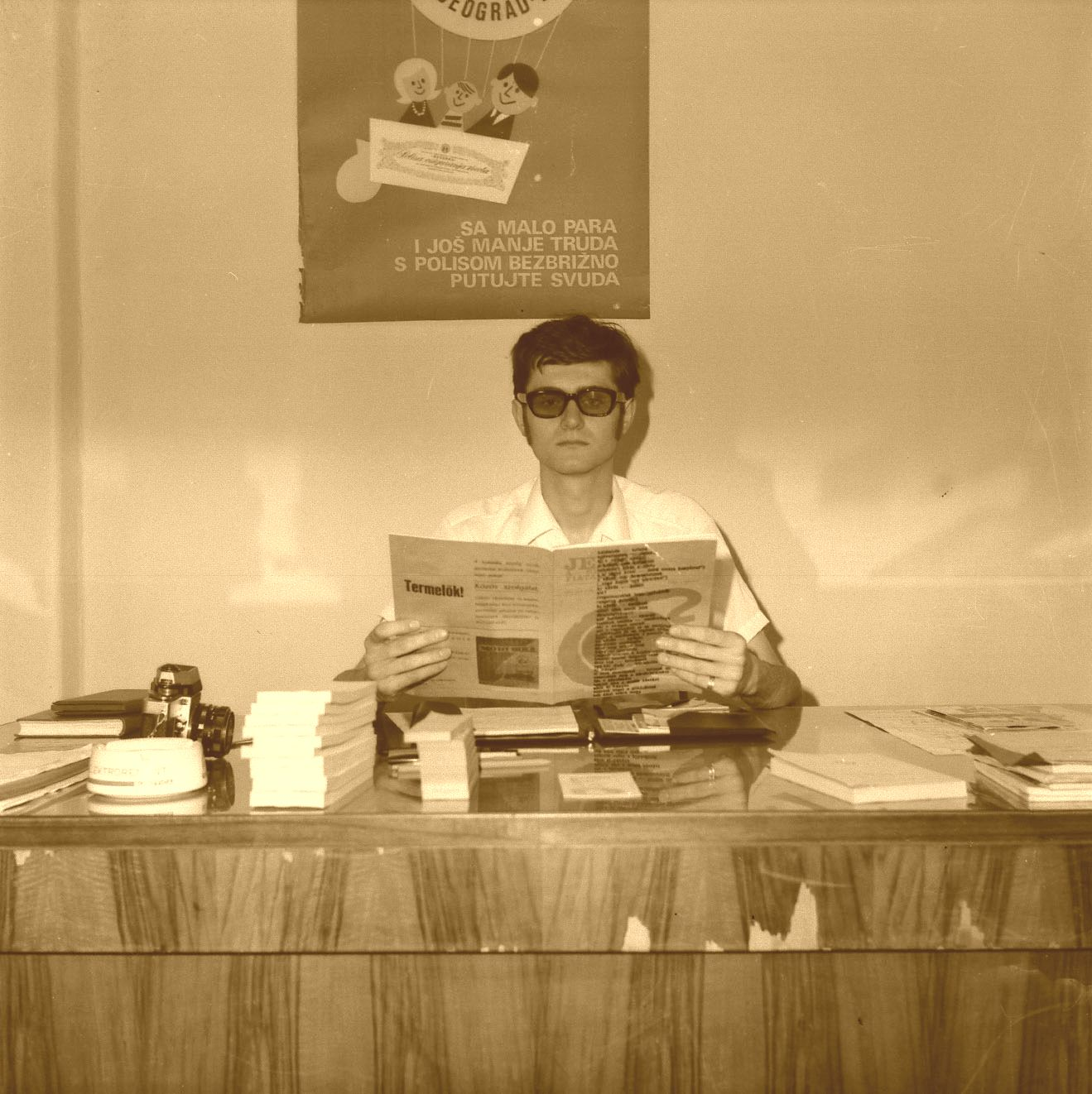
A Jelen szerkesztője – 1970

### A Honi Galéria
A Városi Múzeum kiadásában megjelent Vajdasági kortárs képzőművészek 1945-1970. valamint a Gyelmis Lukács, Pechán József és Húsvéth Lajos című kiadványok szerkesztésében Duránci Béla és Torok Sándor szerkesztők mellett Kollár Ferenc is részt vett. Ebben az időben Kalmár Ferenc és Petrik Pál rajziskoláját is látogatta.

1972-ben a galériában ő szervezte a híres Éjszakai Szeánszokat is, melynek még a belgrádi NIN című hetilap is teljes oldalt szentelt. Ezeken az irodalmi-zenei esteken vajdasági kortárs írok és zenészek léptek fel. Többek között szerepelt Tolnai Ottó és Ladik Katalin is. A szeánszok műsorvezetője Kakas József, a Szabadkai Rádió bemondója volt. Valójában ezek az éjszakai múzeumi rendezvények voltak a később beindult Múzeumi Éjszakáknak inspirálói.

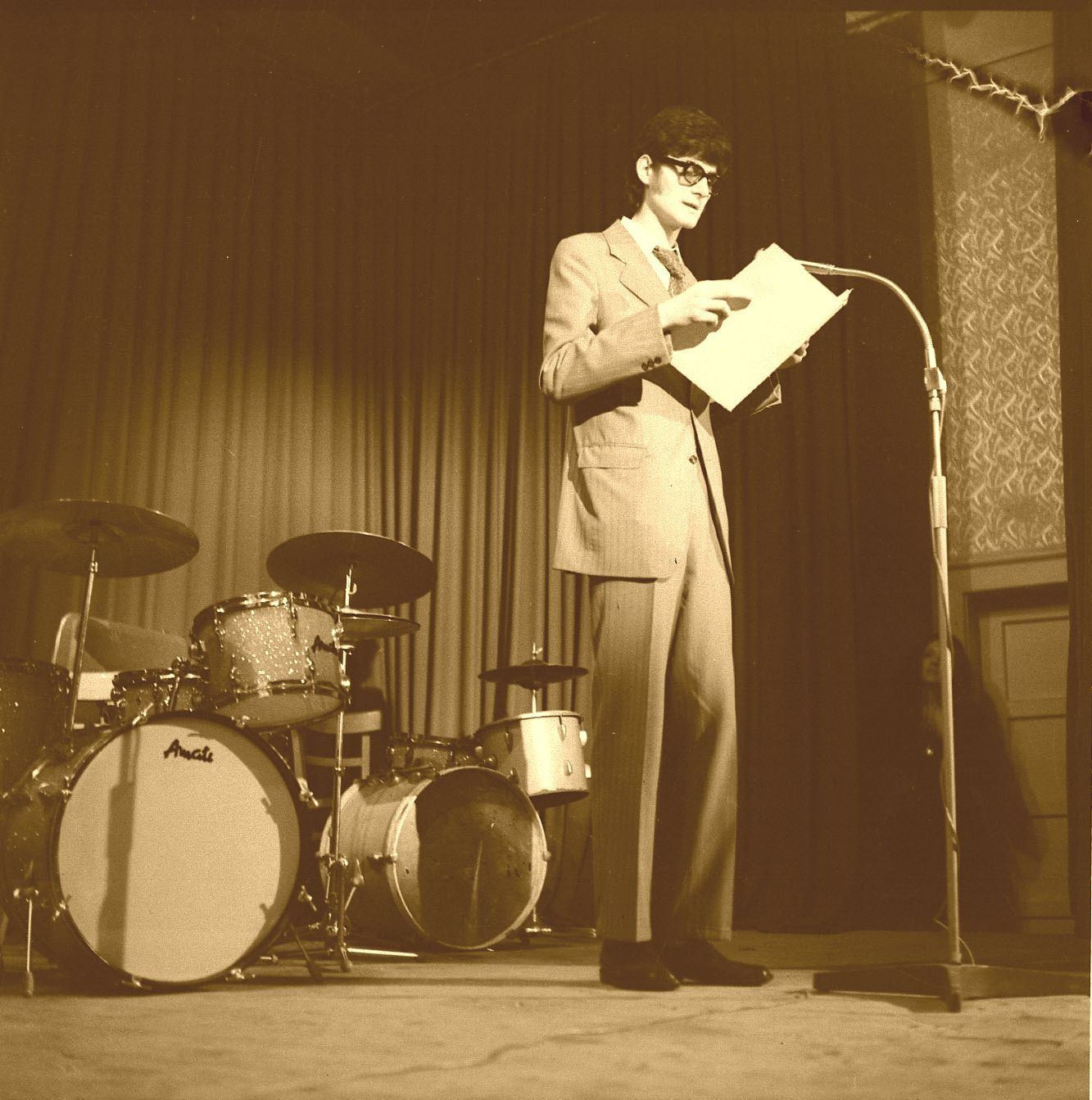
Az Aranymikrofon műsorvezetője – 1971

### A Jelen
1967 májusában Gulyás József költővel és Török István festőművésszel, Jelen (az első változat szerint Alfa) címmel ifjúsági lapot alapított melynek megszűnéséig, 1976-ig egyik szerkesztője volt. Siskovszky András volt a lap műszaki szerkesztője és illusztrátora.( Szerkesztői eredményeiért 1972-ben Vajdasági Tartományi Májusi Díjat kapott. A lapból 1970. május – 1975. december között 53 szám jelent meg. A megjelent lapok némelyik száma megtalálható az Országos Széchényi Könyvtárban is.
A Jelen szerkesztésében részt vettek többek között Ruzman Rudolf, Bencsik István, Guzsvány Mária, Gönci Sára, Hornok Ferenc, Burián László, Beer Miksa, Horváth Sándor, Kopeczky Csaba, Krekovics Ferenc, Németh János, Toldy József, Szalma László, Szabó H. Teréz, Király László, Kasziba István, Lantos László, Terék Erzsébet, Gyólai Zoltán, Vujkov Mária, Gulyás József, Právda József és Miskolczy József is.

Oknyomozó újságírása következményeként több konfliktus is kialakult: többek között Bato Kovačevićtyel, a Kultúrotthon igazgatójával, amikor cikket jelentetett meg a kultúra pénzeivel kapcsolatos visszaélésekről; vagy Stipan Kopilovićtyal, a Kommunista Szövetség titkárával, amikor a Szabadkán uralkodó nemzetiségi viszonyokról írt vezércikket.

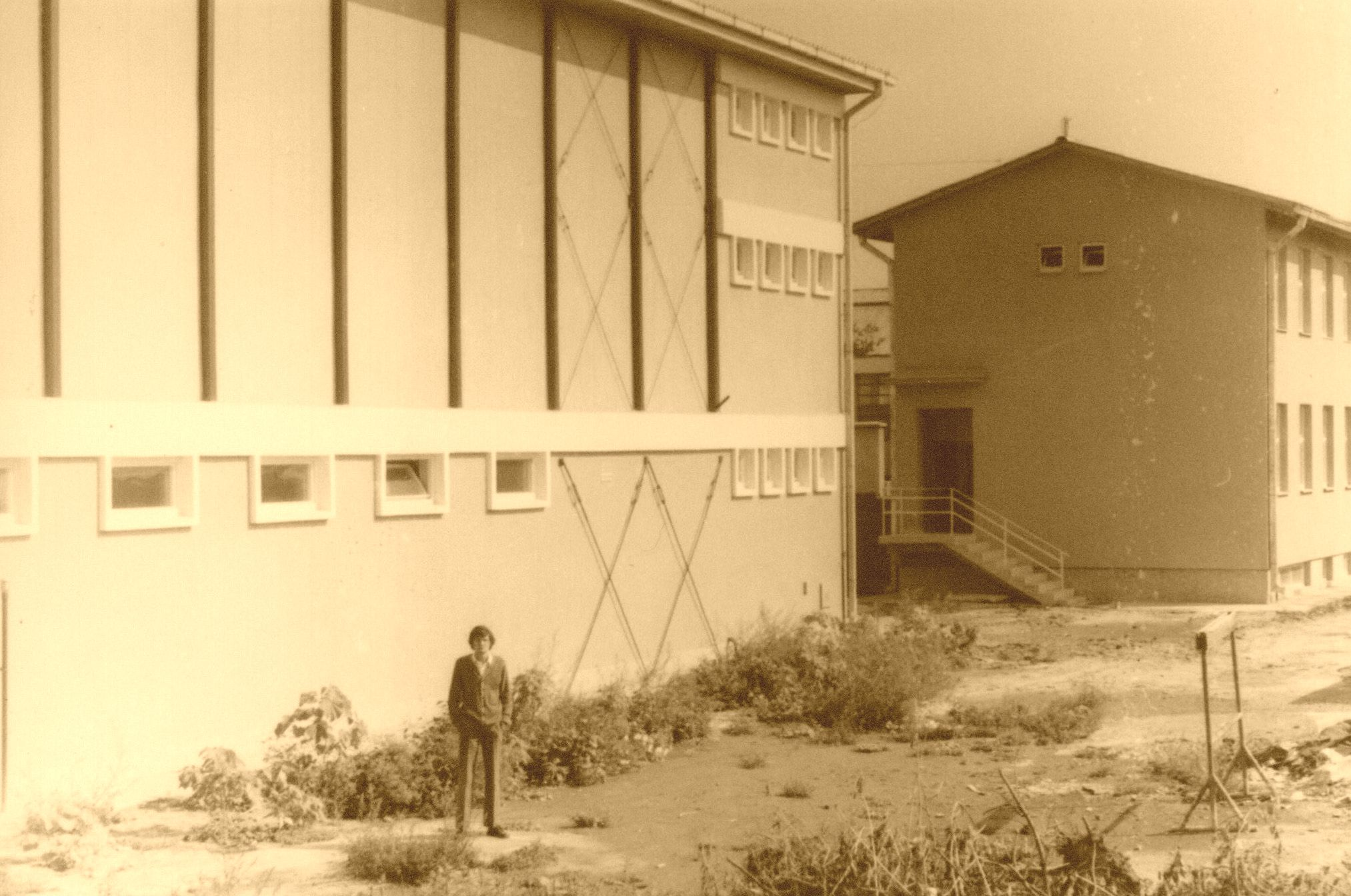
A felépült Ifjúsági Otthon előtt – 1974

### Az Aranymikrofon

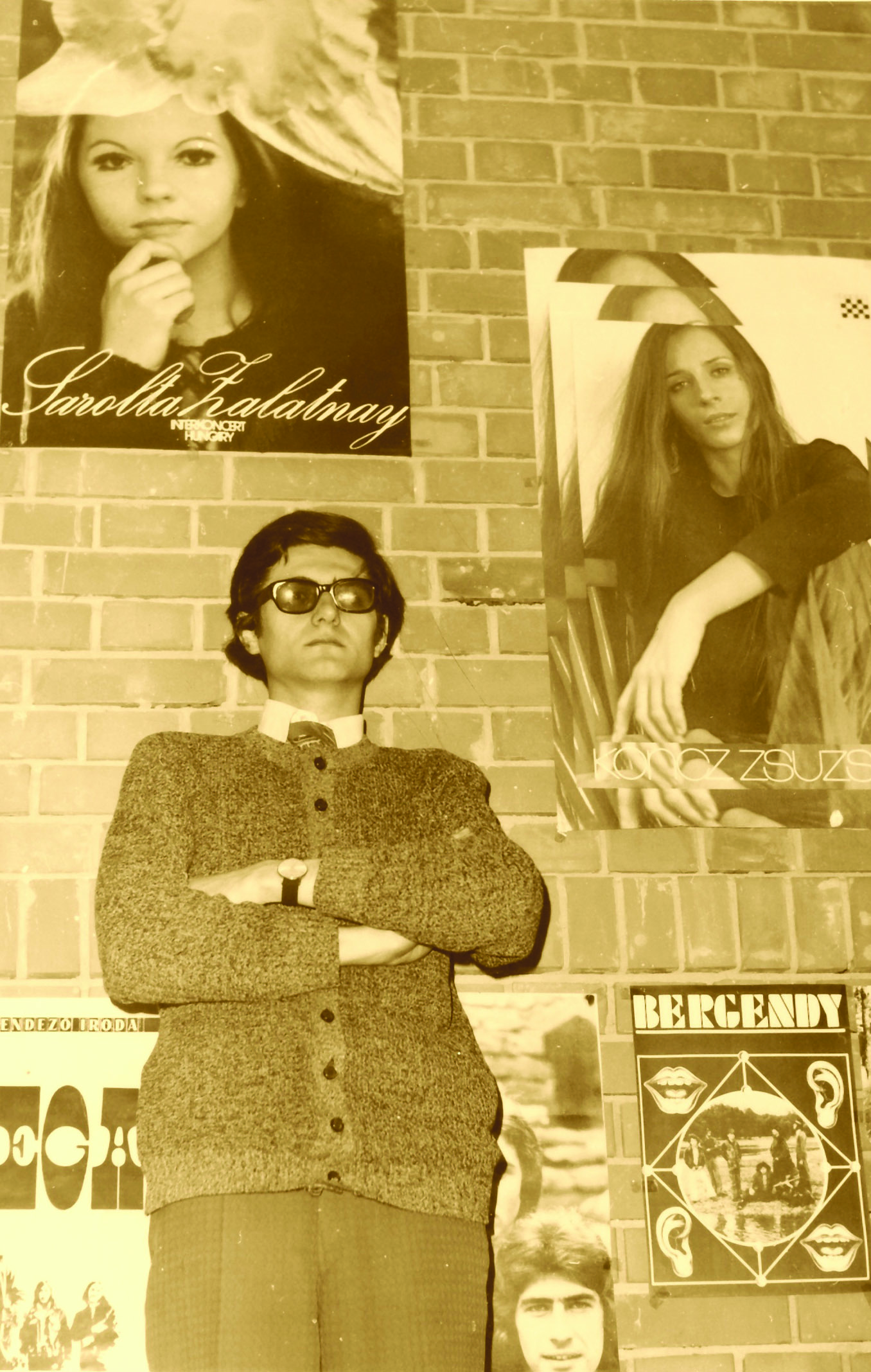
A koncertszervező – 1974

1971-ben az Újvidéki Rádió meghirdette az Aranymikrofon vetélkedőt, melynek elődöntőin a vajdasági fiatal versmondók, énekesek, zenészek, humoristák és műsorvezetők léptek fel. A döntőre a szabadkai városháza dísztermében került sor, az élő rádióközvetítés műsorát Kollár Ferenc vezette. A konferanszié kategóriában megnyerte az Aranymikrofont. Az Aranymikrofonon többek között vele léptek fel Huszár Elvira, Jánosi Károly, Lajkó Franciska, Kovács Erzsébet, Szabó-Hangya Teréz, Kőszegi Magdolna, Kasziba István és Pribilla Valéria – közülük később többen is kitűnő előadóművészek lettek.

### Az Ifjúsági Otthon
A szabadkai Ifjúsági Otthon Kollár Ferenc 1967. november 13-án elindított közösségi kezdeményezése alapján jött létre. Alapítástól, 1971-1977 között főállásban a műsoriroda vezetője volt. Munkája során a több mint húsz nagyszabású koncert szervezéséért elismerésben részesült.
Szervezője volt többek között az Omega, Locomotiv GT, Bergendi, Bijelo dugme, Zalatnay Cini, Koncz Zsuzsa, Skorpió, Gemini, Liszac Joszipa, Perpetuum Mobile, Generál, Apostol, Taurus, Fonográf és Korni Grupa fellépésének.

Ebben az időben főrendezője volt a nagy sikerű szabadkai Walker Party nyilvános műsorsorozatnak, melyen felléptek Branka Veselinović – a jótékonysági munkájáról is ismert belgrádi színésznő, Mija Aleksić – híres belgrádi humorista, Milovan Ilić – Minimax – neves belgrádi zenei műsorvezető, továbbá a White, a Strangers és a Splendid együttesek. A Walker Party állandó konferansziéja a népszerű showman, Ruzmann Rudolf, a színhely pedig többezres közönséggel a Kisstadion és a Szabadság tér volt.

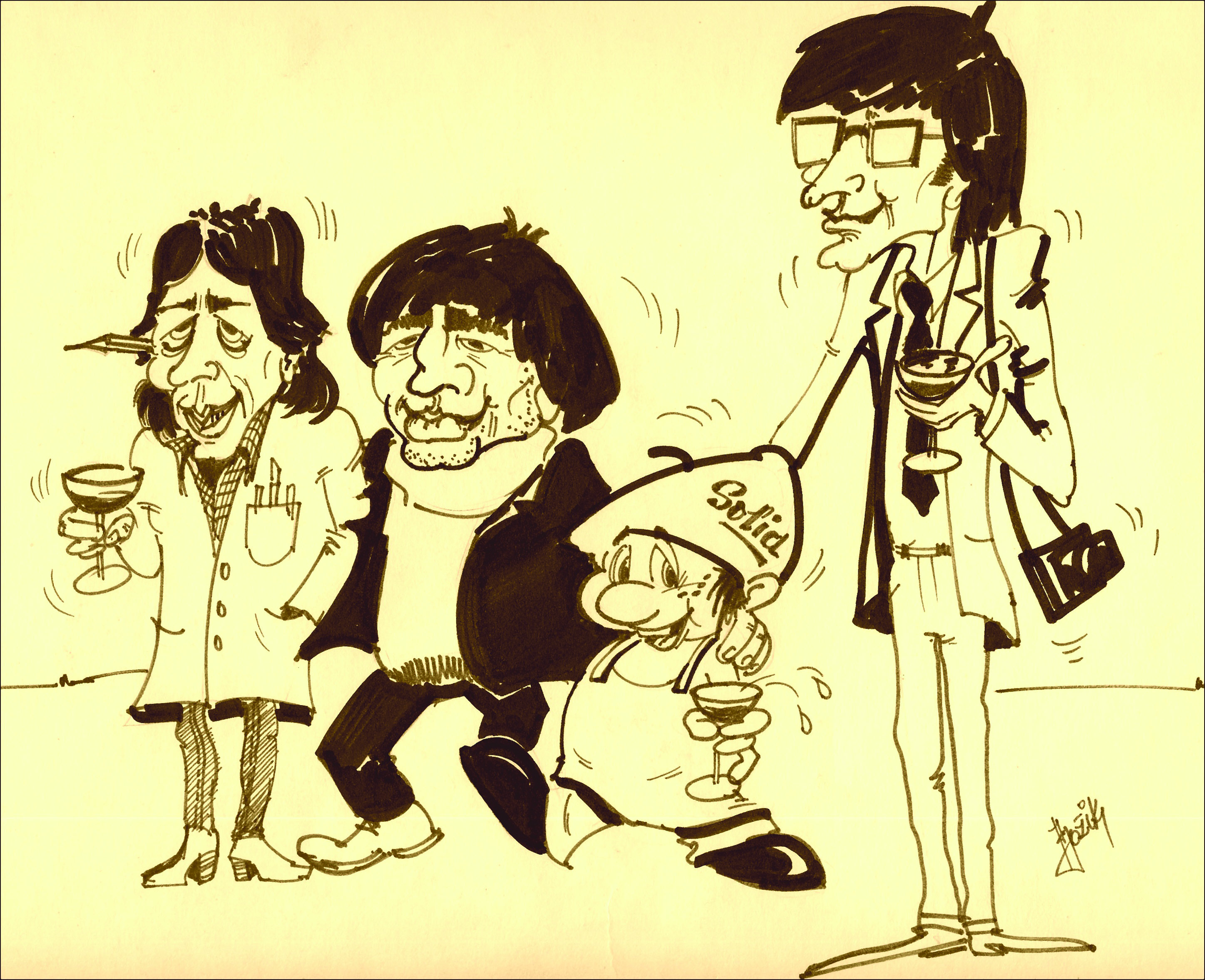
A Szubotica lap szerkesztői – Bozsik János karkatúrista, Romity Dusko ujságíró, Kollár Ferenc szerkesztő – 1983

1970-1976 közötti időszakban csaknem 30 rendezvény szervezésében vett részt. Több állami ünnep és más nagyszabású műsor rendezését bízták rá. Többek között szervezője volt a Pesma Leta – A Nyár Dala, Mode-Fest, Dani Punoletstva – Nagykorúsági Napok, Dan Mladosti – Ifjúság Napja, Subotički Filmski Forum – Szabadkai Ifjúsági Film Fórum valamint az Omladina – Ifjúsági Táncdalfesztivál rendezvényeket. A fesztiválok nagy sikerű díszleteit és új stílust megjelenítő plakátjait Makovics Ferenc készítette.
1974-1976 között az Ifjúsági Otthon kiállító termében a fiatal kortárs képzőművészek kiállításának sorozatát szervezte.
1968-1978 közötti időszakban Szabadkán úttörője volt a szerb-magyar kétnyelvű plakátok és újságok bevezetésének.
Ebben az időszakban Szabadkán nagyon aktív ifjúsági mozgalom alakult ki és Kollár Ferenc mellett figyelemre méltó egyéniségnek számítottak: Ljubo Đorđević, Terezija Skenderović, Dragan Miljković, Madai Géza, Boško Kovačević, Szám Attila, Pálfy Gábor, Miskolczy József, Blažo Perović, Radoman Božović, Đorđe Konstantinović, Makacs Ernő, Hegedűs Ottmár, Ruzman Rudolf, Németh János, Aleksandar Sedlak, Blaško Kopilović, Fejes Szilveszter, Ladislav Kovačević, Boško Krstić és Terék Mária is.

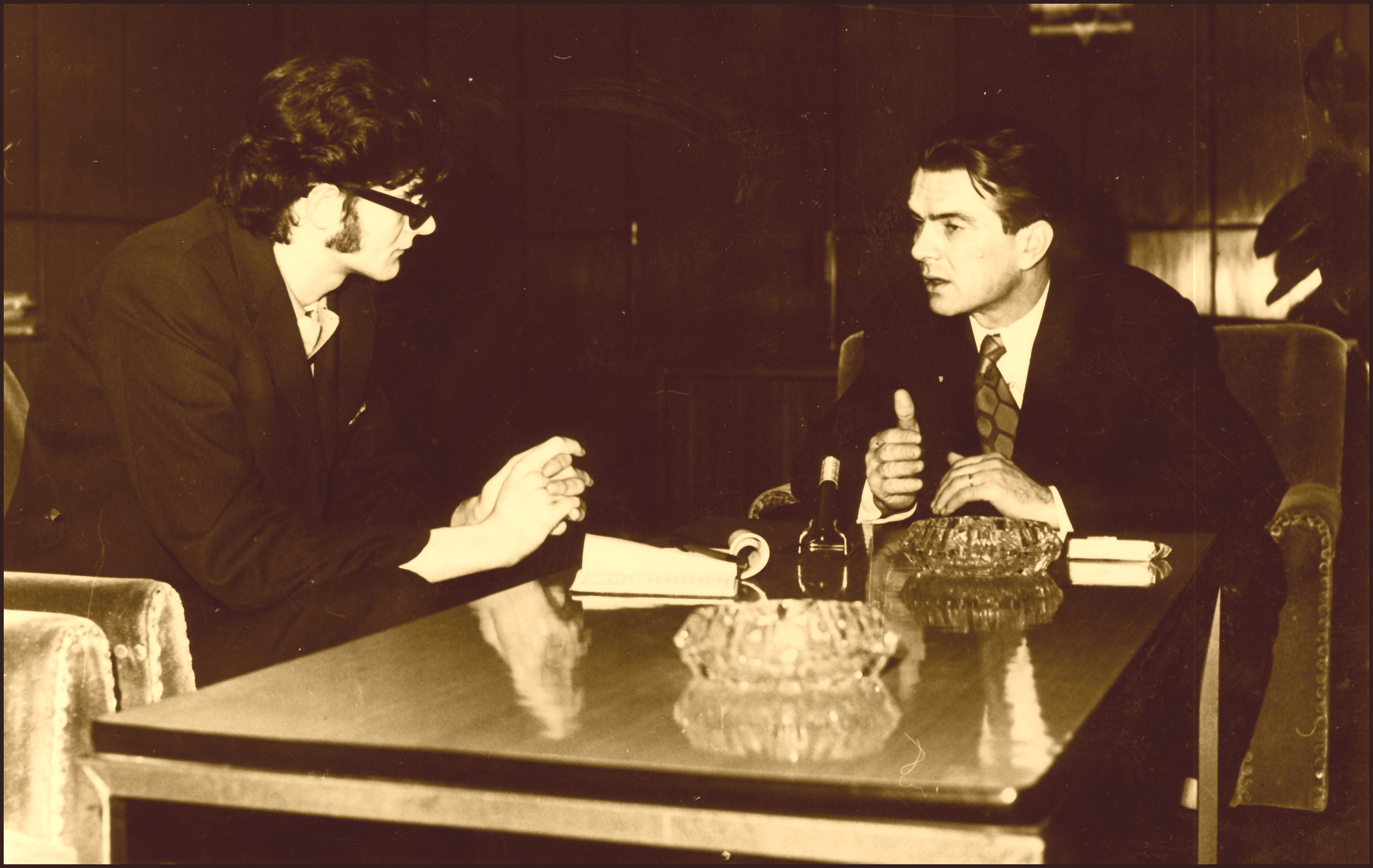
Bagi Károly polgármester nyilatkozik Kollár Ferenc mikrofonja előtt- 1971

### A Szubotica lap

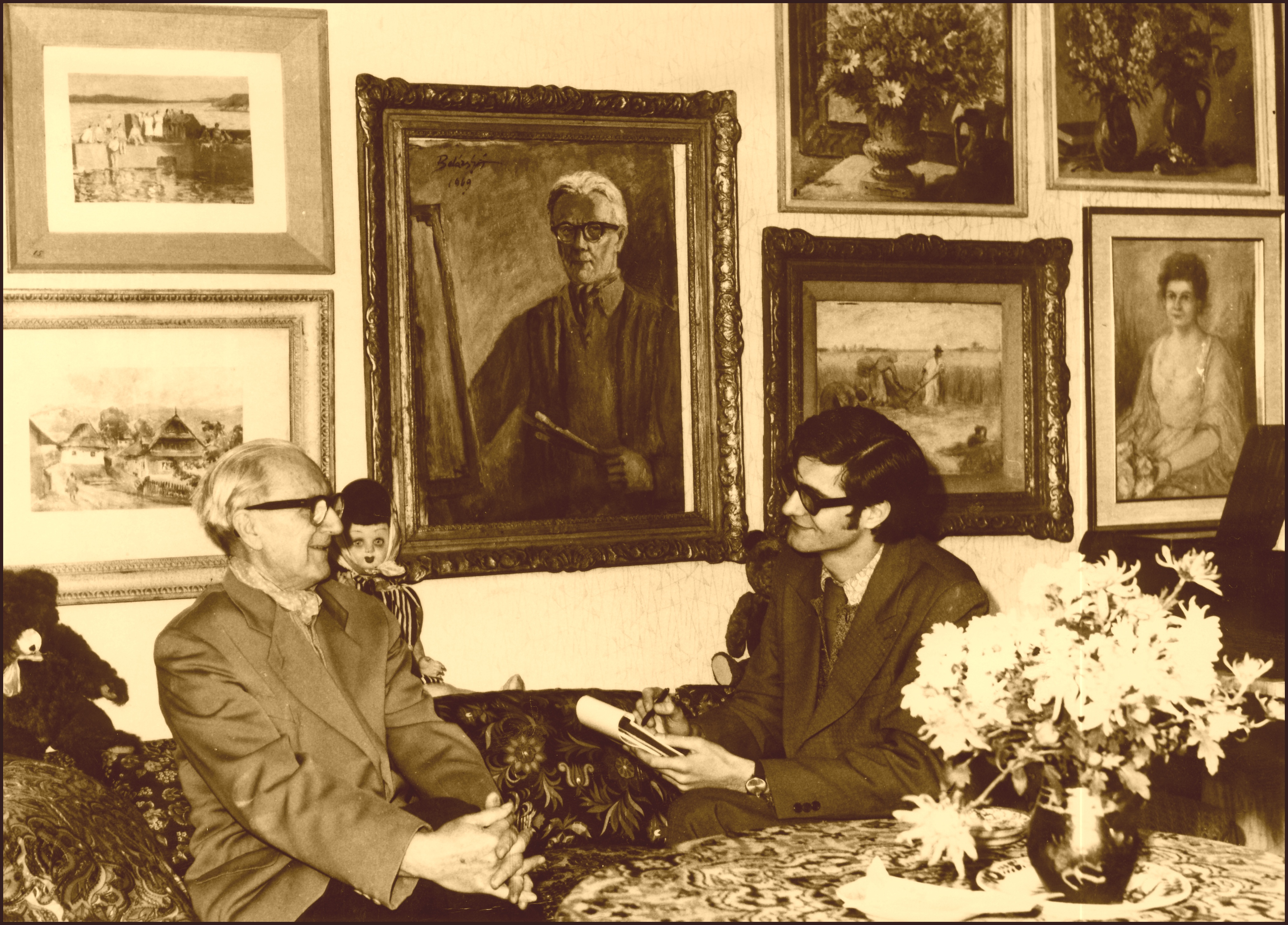
Balázs G. Árpád festőművésszel készít interjút – 1972

1977-ben Csetvei Károly pártfunkcionárius és Bognár László szakszervezeti vezető felkérték, hogy indítsa el és szerkessze a regionális cipő- és bőripari lapot. A Subotica lap címmel 8 éven át (1977. május – 1984. február) megjelenő újságnak mintegy 250 száma jelent meg. A lap kéthetente, 2500 példányban, magyar és szerb nyelven került ki a bácstopolyai nyomdából. Az újságot két újságíró kollégával és két fordítóval megszűnéséig, 1984-ig szerkesztette.
A szabadkai cipőipari- és bőrkombinátban töltött idő alatt többek között kutatta és megírta a szabadkai papucsosok, csizmadiák és suszterok történetét.

### Társadalmi munka

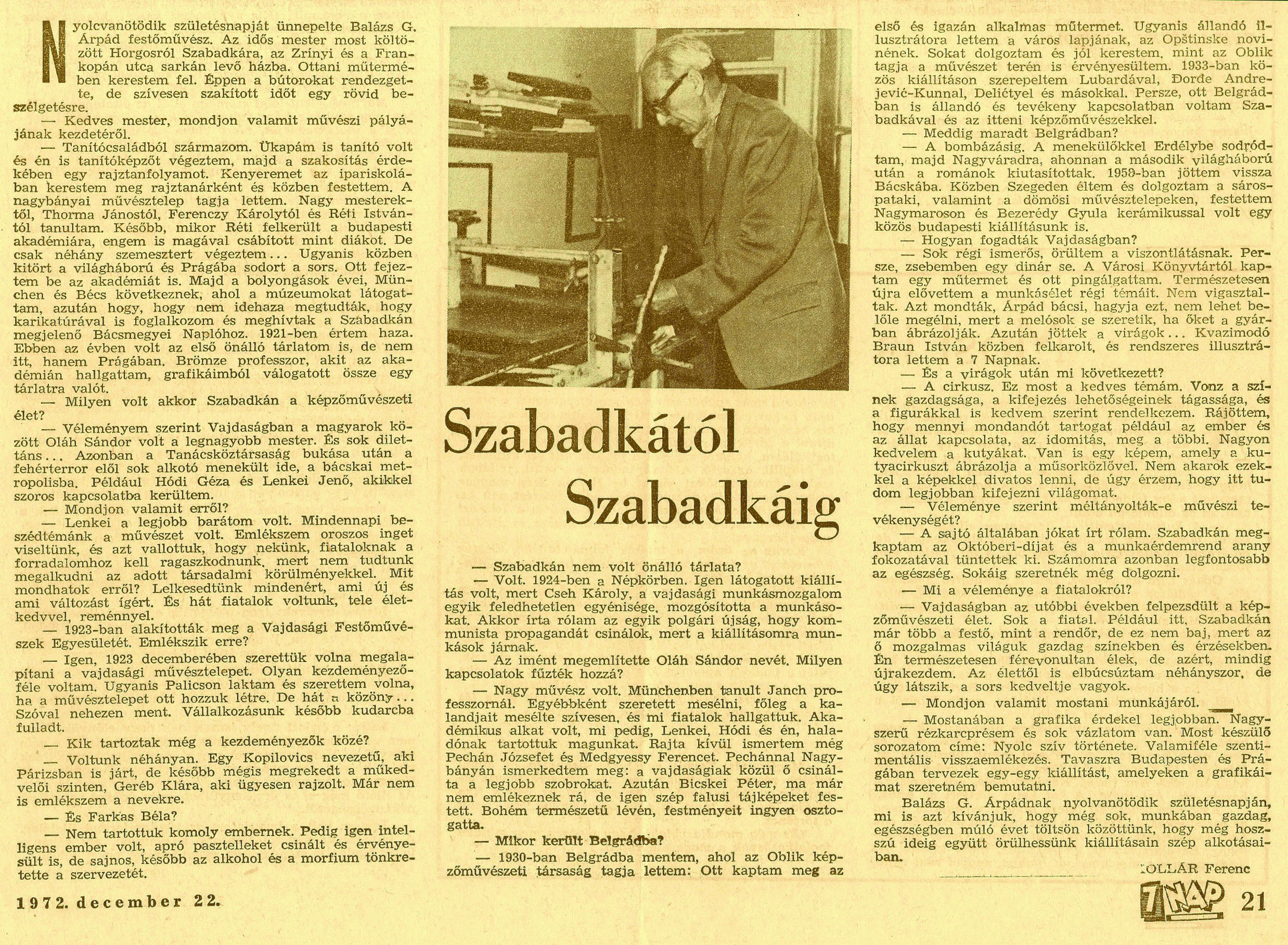
Kollár Ferenc mélyinterjú – 1972

1978-1982 közötti időszakban társadalmi munkában szerkesztette a Vasutas Helyi Közösség hivatalos lapját. Ebből a negyedévenkénti kiadványból 19 szám jelent meg. Ezért a munkájáért 1981-ben megkapta a helyi közösség legmagasabb elismerését.(társasalmi munka aranyplakett)

### A termékeny újságíró
1968-1984 közötti tizenhét éves időszakban a vajdasági magyar sajtóban több mint 500 írása jelent meg nyomtatásban. Írásait – verseit a 7 Nap (1968-1972), Magyar Szó (1983-2017), Jelen (1970-1976), Subotica lap (1977-1984), Üzenet (1971), Rukovet (Merkovity Lázár fordításában-1972), Szabadkai Rádió (1969-1970) és az Újvidéki Rádió (1971) közölték.

### A babnemesítő
1982-1984 között babtermesztési kísérleteket folytatott, eredményeit 1983. március 3-án a tudományos publikációkban (Föld Népe) adta közre. Elismerésként az Agrárkamara tiszteletbeli mérnöki címmel tüntetett ki.  

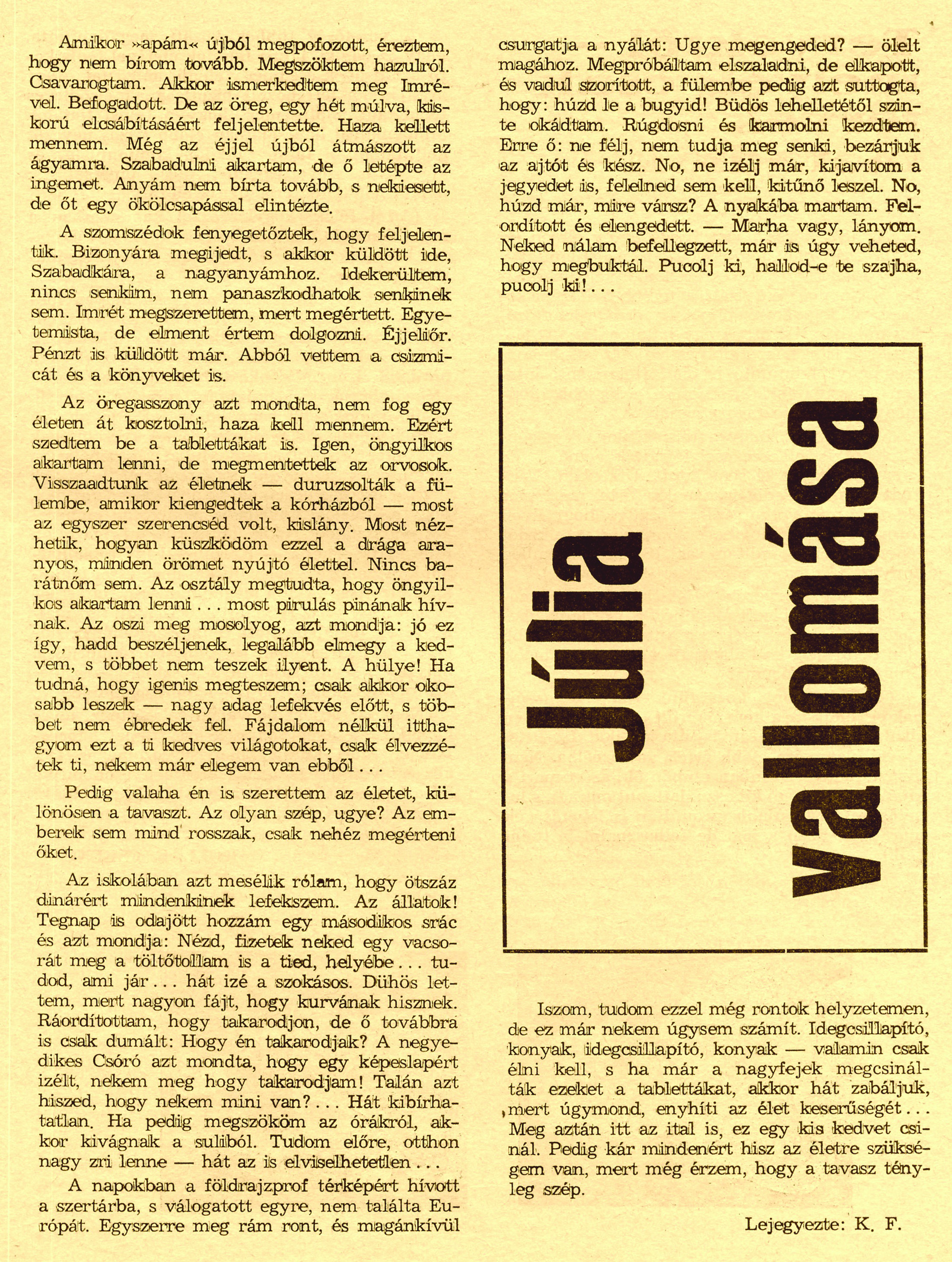
Kollár Ferenc – tényfeltáró írás-1969

### A vállalkozó
1989-ben Jugoszláviában lehetőség nyílt magántulajdonú vállalatalapításra. Elsőként alapított saját vállalkozást.
1990-ben megválasztották a Vállalkozók Kamarájának elnökévé. Ezekben az években több mint harminc embert foglalkoztató vállalkozása Svédországba is exportálta minőségi és korszerű termékeit.
Mint sikeres vállalkozót, az Újvidéki Televízió szerkesztői – Korpa Béla és Szeli Tivadar – több gazdasági műsorban is bemutatták és még a belgrádi sajtó is cikkezett róla, mert első magánvállalkozó volt, aki a volt Jugoszláviából Nyugat-Európába tudta exportálni termékeit.
1991-től már háborús viszonyok voltak Jugoszláviában, ennek dacára – mint jelentős vállalkozó – támogatta a szabadkai magyar kulturális rendezvényeket és előkészítette egy magyar napilap indítását. Ebben a projektben Szecsei Mihály parlamenti képviselő volt a tanácsadója és Garai László újságírót kérte fel szerkesztőnek.
A háború kiszélesedése és az akkori gazdasági viszonyok megakadályozták a lap elindítását és Kollár Ferenc 1992-ben családjával Szegedre költözött.

Szegeden 1993-1996 között áruház tulajdonosként figyelemreméltó gazdasági eredményeket ért el és ezzel párhuzamosan a Tisza-menti Kereskedelmi Kamara igazgatójaként is tevékenykedett. 

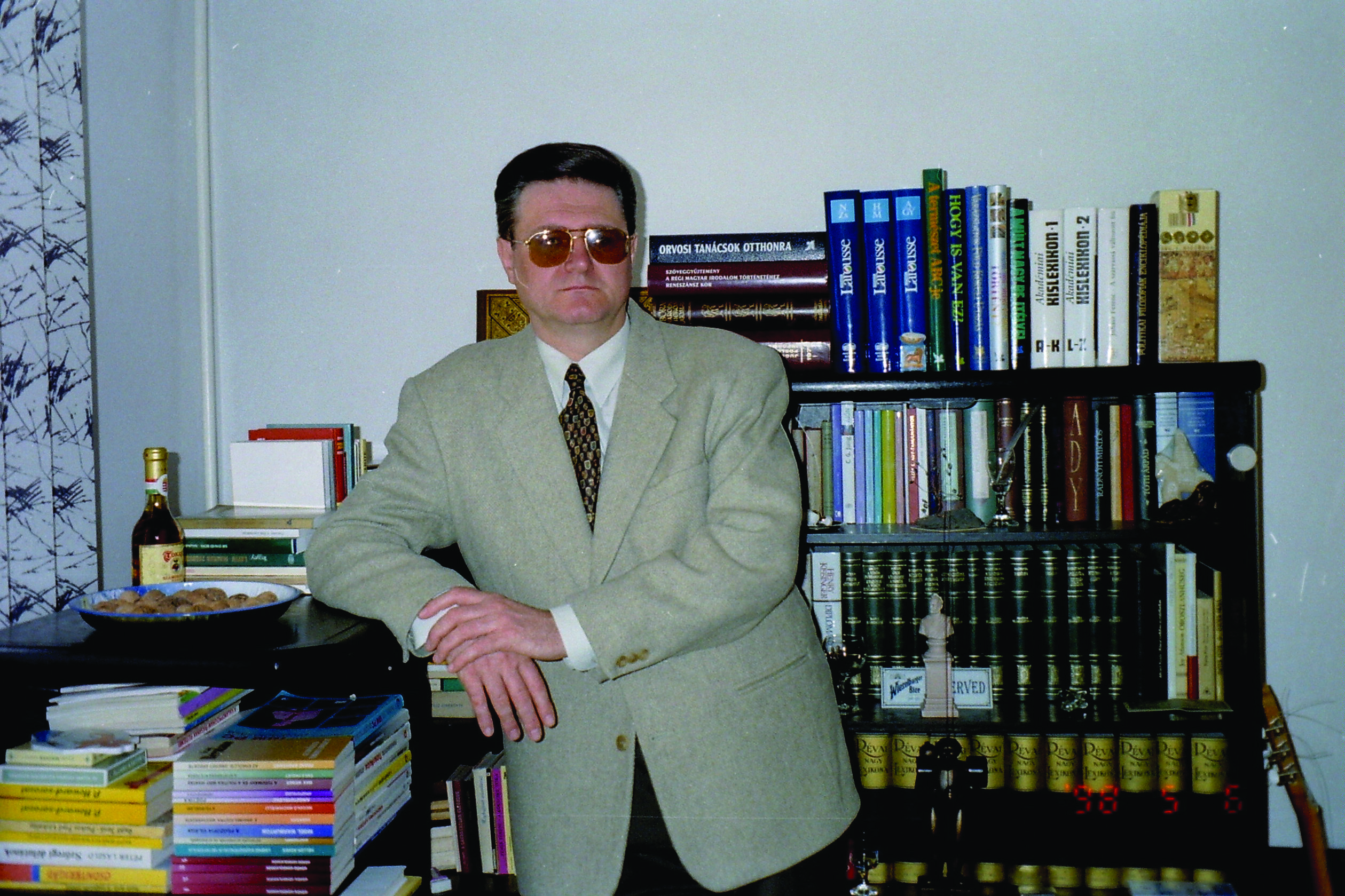
Kollár Ferenc a Szegedi áruház tulajdonosaként – 1996

1997-2007 között a Xerox koncessziós igazgatója volt.

### A Magyar Kultúra Emlékívek
2004-ben fiával megalapította a Magyar Kultúra Emlékívek Kiadót. 2010-2017 között a kiadó száz emlékívet jelentett meg, valamint ötven könyvet adott ki.
Újságírói és kiadói munkájának elismeréseként 2005-ben a Nemzetközi Szent-György Lovagrend tagjává avatták. A kiadó emlékíveivel nagyban hozzájárul a magyar történelem, kultúra, népművészet, sport és a nagy jelentőségű rendezvények európai bemutatásához. Több jótékonysági célú projektben vesz részt a magyar kultúra terjesztése mellett elköteleződve. A kiadott ívek kiállításokon a legszebb emlékív díjat nyerték el szép grafikájuk, míves és minőségi kidolgozottságuk miatt. A korábbi évek kiadványai filatéliai árveréseken névértékük többszöröséért cserélnek gazdát.

### A tudományos kutató
1992 óta aktívan foglalkozik a klímaváltozás és az alternatív energia problematikája. A témával kapcsoltban tanulmányokat készített és több nagy projekt tanácsadója volt.
2008–2011 között intenzíven dolgozott egy alternatív villamos energiát előállító modellen, melynél összekapcsolható a plazmatechnológiával kommunális és ipari hulladékból nyert energia, valamint az alga-fotóbioreaktorban tenyésztett algából nyert olaj.
2011-ben a fent említett két technológia összekapcsolásáért nemzetközi szabadalmakat kapott egy környezetbarát erőmű működési elvére, valamint a gáz- illetve a szénerőművek által kibocsátott szén-dioxid semlegesítésére.
2005-2010 között energetikai terveket dolgozott ki Szeged, Nagyvárad, Arad, Temesvár, Szabadka, Baja és Makó számára.
2012-től szabadalmai alapján indult meg több nemzetközi energetikai beruházás.
2010-től több nemzetközi, a párhuzamos univerzumokkal kapcsolatos kutatásban vett részt – a témával foglalkozó konferenciák előadója.

## Életútja
- 1964-ben Szabadkára költözik és bekapcsolódik a vajdasági irodalmi és kulturális életbe.
- 1967-1971 között a Életjel Ifjú-Műhelyének szellemi vezetője.[5]
- 1968-1970 között Társadalomtudományi főiskolán tanult.
- 1967-ben kezdeményezi egy szabadkai magyar nyelvű ifjúsági lap, valamint az ifjúsági otthon megalapítását. Képes Ifjúság hetilap – 1967. november 18.
- 1968-1971 között az Ifjúsági Műsorszervező Iroda vezetője.
- 1968-1972 között a 7 Nap hetilap munkatársa.
- 1969-1970 között a Szabadkai Rádió Ifjúsági kulturális híradójának szerkesztője.
- 1970-1971 Beer Miksa a szabadkai Jelen magyar nyelvű ifjúsági lap  első, alapító főszerkesztője (Egyben a szerb nyelvű Sada - olvasd: Szádá) főszerkesztő helyettese). A lap az Ifjúsági Szövetség szabadkai választmányának támogatásával jelent meg, aminek elnöke Blaško Kopilović, titkára pedig Boško Kovačević voltak. Kollár Ferenc később kapcsolódott be a lap munkájába és a lap életének utolsó időszakában volt a szerkesztője.
- 1971-ben az Újvidéki Rádió Aranymikrofon című tehetségkutató vetélkedőjének műsorvezetője. Az Aranymikrofon vetélkedőt "Papp bácsi", az Újvidéki Rádió újságírója szerkesztette és irányította, szervezője pedig a szabadkai Moša Pijade Gimnázium tanulója, Schreck Tibor, az újvidéki rádió későbbi újságírója voltak. (Adatok megtalálhatók a korabeli kiadványokban, könyvekben, minikönyvekben, plakátokon és a Vamadia oldalán.)[6]
- 1971-1972 között a Honi Galéria munkatársa.
- 1971-1977 között az Ifjúsági Otthon műsorirodájának vezetője.
- 1973-ban megnősül – felesége Masa Erzsébet.
- 1976-ban megszületik fia, Ferenc.
- 1977-1984 között a Subotica lap főszerkesztője.
- 1982-ben feldolgozza a szabadkai papucsosok és csizmadiák történetét
- 1982-1984 között babnemesítési kísérleteket folytat.[7]
- 1979-1983 időszakban a belgrádi Jugoszláv Újságírói Intézet egyetemén tanult.
- 1980-1985 közötti időszakban a nagy sikerű szabadkai Spartak női- és férfi kosárlabdacsapatának főtitkára.
- 1984-1988 között a Belgrádi Honvédelmi Akadémián műszaki tudományokat tanult.
- 1989-1991 között áruház tulajdonos Szabadkán[8][9][10]
- 1992-ben Szegedre költözik.
- 1992-1995 között a Tisza-menti Kereskedelmi Kamara igazgatója.
- 1997-2007 között a Xerox-Magyarország koncessziós igazgatója volt.
- 1998-2002 között feltérképezi a magyarországi geotermikus kincset és geotermikus erőművet tervez.
- 1992-2012 között fenntartható energetikai tanulmányokat folytat (Kurcsatov Intézet) és nemzetközi szinten a megújuló energiaforrásokkal foglalkozik.
- 2010-2015 között négy környezetbarát erőművel kapcsolatos találmánya szabadalmat kap.[11]
- 2005-2010 között energetikai terveket dolgozott ki Szeged, Nagyvárad, Arad, Temesvár, Szabadka, Baja és Makó számára.
- 2007-2013 között kutatásokat irányít a kapszaicin hatásával kapcsolatban és találmányaira OETI engedélyeket kap.
- 2004-től a Magyar Kultúra Emlékívek Kiadó főszerkesztője.[12][13][14][15]
- 2016-ban feldolgozza Kishegyes történetét [16][17]
- 2017-ben behatóan foglalkozik a szegedi társadalmi-politikai történésekkel [18]
- Publikál a Magyar Szó-ban és a 7 Nap-ban és az Előretolt Helyőrség-ben[19][20][21][22][23]
- 1992-2017 között 20 könyve jelent meg.

## Díjai
- 1971-ben az Újvidéki Rádió Aranymikrofon című tehetségkutató vetélkedőjén konferanszié kategóriában Aranymikrofon Díjat nyert.
- 1972-ben a legjobb újságírói munkáért járó Vajdasági Tartományi Májusi Díjat kapott.
- 1976-ban koncertszervezői munkája elismeréseként az Ifjúsági Tanács Díját kapta.
- 1979-ben Tartományi Emlékérmet kap lapszerkesztői munkájáért és szakmatörténeti kutatásaiért.
- 1981-ben szerkesztői munkájáért megkapta a szabadkai közösség kitüntetését, az Aranyplakettet.
- 1983-ban mezőgazdasági témájú tudományos publikációját méltatva a Szerbiai Agrárkamara tiszteletbeli mérnöki címmel tüntette ki.
- 2005-ben munkájának elismeréseként a The International Knightly Order of. St. George tagjává avatták.
- 2010-ben az ENSZ – Éghajlat-változási Kormányközi Testületének – Éghajlatváltozás hatásaival és az azokra való felkészülés, az alkalmazkodás lehetőségeivel foglalkozó munkacsoportjának elismerésében részesül.
- Egy meghatározó stílusban táncosokat rajzol-fest
- 2010-2017 között publikációjával kapcsolatos több nemzetközi elismervény.[24]

## Találmányai
- Szellemi Tulajdon Nemzeti Hivatala

Lajstromszám: 4074

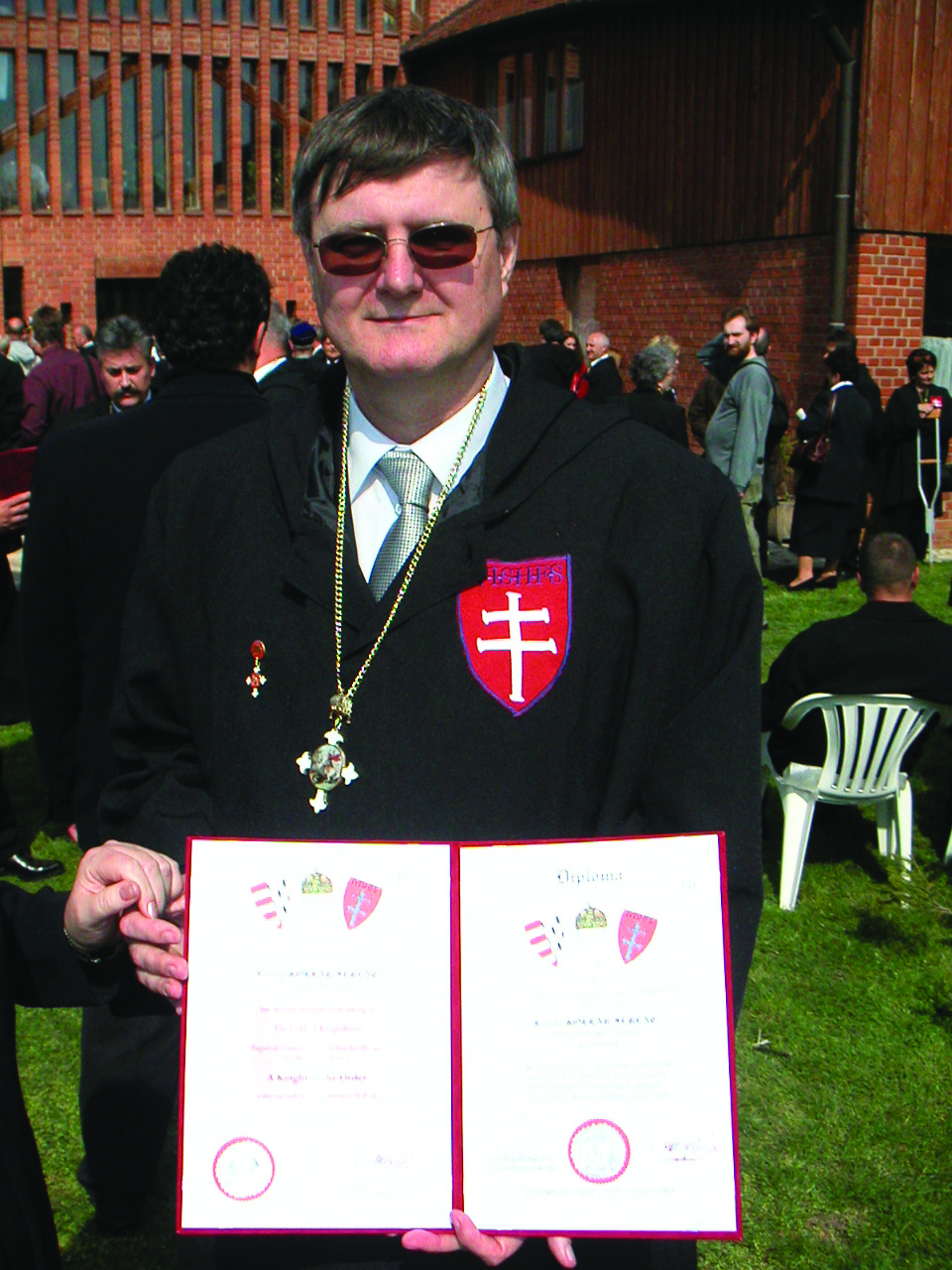
Kollár Ferenc, a Szent-György Lovagrend tagja

Klíma-és környezetbarát széntüzelésű erőmű

Szabadalom jogosultja: Kollár Ferenc
- Szellemi Tulajdon Nemzeti Hivatala

Lajstromszám: 4078

Klíma-és környezetbarát gázerőmű

Szabadalom jogosultja: Kollár Ferenc
- Szellemi Tulajdon Nemzeti Hivatala

Lajstromszám: 4187

Alga-biodízel előállító üzem

Szabadalom jogosultja: Kollár Ferenc
- Szellemi Tulajdon Nemzeti Hivatala

Lajstromszám: 230109

Zéró klíma- és környezetbarát erőmű és eljárás az erőművel zöld energia előállításra

Szabadalom jogosultja: Kollár Ferenc

## Könyvei
- Lángoló lélek

11 x 24 cm, 26 oldal, kemény bőrkötés

ISBN 978-963-89784-8-6

http://mek.oszk.hu/14100/14122/
- Az én forradalmaim

A/4, 104 oldal, kemény papírkötés

ISBN 978-615-80152-2-6

http://mek.oszk.hu/17100/17129/
- Hegyesi hegyek árnyékában

A/5, 64 oldal, kemény papírkötés

ISBN 978-615-80152-4-0

http://mek.oszk.hu/17700/17723/
- Az én korroborim

15 x 15 cm, 96 oldal, kemény bőrkötés

ISBN 978-963-89784-7-9

http://mek.oszk.hu/12000/12077/
- Hegyesi térképek

A/4, 24 oldal, kemény papírkötés

ISBN 978-615-80152-7-1

http://mek.oszk.hu/17700/17735/
- Hegyesi pénzek

A/4, 52 oldal, kemény papírkötés

ISBN 978-615-80152-5-7

http://www.mek.oszk.hu/17700/17739/
- Farmotoros Fiat világ

A/5, 44 oldal, kemény papírkötés

ISBN 978-615-80152-6-4

http://www.mek.oszk.hu/17700/17747/
- Három stáció I-II

30 x 30 cm, 773 oldal, kemény bőrkötés

ISBN 978-963-08-5608-9
- Klíma- és környezetbarát erőmű

A/4, 202 oldal, kemény bőrkötés

ISBN 978-963-08-5608-9
- Régi magyar étkek

A/5, 398 oldal, kemény bőrkötés

ISBN 978-963-89784-3-1

http://mek.oszk.hu/17800/17845
- Mesék

A/4, 80 oldal, kemény bőrkötés

ISBN 978-963-08-6355-1
- Urbán Gábor csodálatos élete

21 x 21 cm, 87 oldal, kemény bőrkötés

http://mek.oszk.hu/17800/17829/
- Korona utca 25.

21 x 21 cm, 18 oldal, kemény papírkötés
- Babtermesztés

A/4, 20 oldal, kemény papírkötés

ISBN 978-615-80152-8-8
- A szabadkai cipő útja

15 x 15 cm, 50 oldal, kemény papírkötés
- Climate and environment-friendly power plant

A/4, 120 oldal, kemény bőrkötés

ISBN 978-963-89784-4-8
- Magyar vezérek, fejedelmek, királyok, kormányzók

A/5, 92 oldal, kemény bőrkötés
- Három híres magyar betyár

A/5, 16 oldal, papírkötés
- Főkóstoló

A/4, 50 oldal, kemény papírkötés
- Emlékívek

A/4, 50 oldal, kemény papírkötés

ISBN 978-963-89784-1-7
- Katarzis

versfüzér
A/5, 30 oldal, papírkötés
ISBN 978 615 81078 2 2
- Ötven év emlékezete

1968-2018

21x21 cm, 50 oldal
papírkötés
ISBN 978-615-81078-1-5

## Interjúk
- https://www.magyarszo.rs/hu/3381/hetvege/165724/Kl%C3%ADma--%C3%A9s-k%C3%B6rnyezetbar%C3%A1t-er%C5%91m%C5%B1.htm
- https://www.youtube.com/watch?v=GSqAkvkH9QQ